# Tanambao Tsirandrana
Tanambao Tsirandrana est une commune urbaine malgache située dans la partie nord de la région d'Androy.